# John Maucere
John Lee Maucere (Los Angeles, febbraio 1964) è un attore statunitense, membro della comunità sorda.
Diventato famoso grazie al film No Ordinary Hero: The SuperDeafy Movie

## Biografia
Nato con la sordità, cresciuto in California, ha studiato presso la California School for the Deaf, a Riverside, ove ha studiato il teatro dei sordi statunitensi. Laureato a Gallaudet University. Fondatore di una casa di produzione cinematografica, Deafywood. È amico di Marlee Matlin. È socio di un'associazione per sordi statunitense la CAD (California Association of the Deaf) e del NAD nazionale (National Association of the Deaf). 
Conosce bene l'American Sign Language, la lingua dei segni americana. Nel 1988 partecipò ad una protesta, la Deaf President Now, per chiedere dei diritti universitari. Attore e comico, si esibisce in molti paesi in tutto il mondo. È stato fondatore di una compagnia di produzione cinematografica, la Deafywood.

### Vita privata
È sposato con Lauren Abbott Maucere e dal loro matrimonio nascono due figli: Daniela e Gianni.

## Filmografia parziale

### Cinema
- Deaf Ghost (2016)
- No Ordinary Hero: The SuperDeafy Movie (2013)

### Televisione
- Law & Order - I due volti della giustizia (3x22, 1993)
- Pacific Blue (4x11, 1998)
- Switched at Birth - Al posto tuo (2x9, 2013; cameo)

## Premi e riconoscimenti
- Shepherd Award: vinto come miglior attore protagonista per No Ordinary Hero: The SuperDeafy Movie (2014)[15][16]